# Öregcsertő
Öregcsertő – wieś w południowej części Węgier, w pobliżu miasta Kalocsa.
Miejscowość leży na obszarze Wielkiej Niziny Węgierskiej, w komitacie Bács-Kiskun, w powiecie Kalocsa. Gmina liczy 888 mieszkańców (2009) i zajmuje obszar 43,06 km².